# Le Voyage du ballon rouge
Pour plus de détails, voir Fiche technique et Distribution.

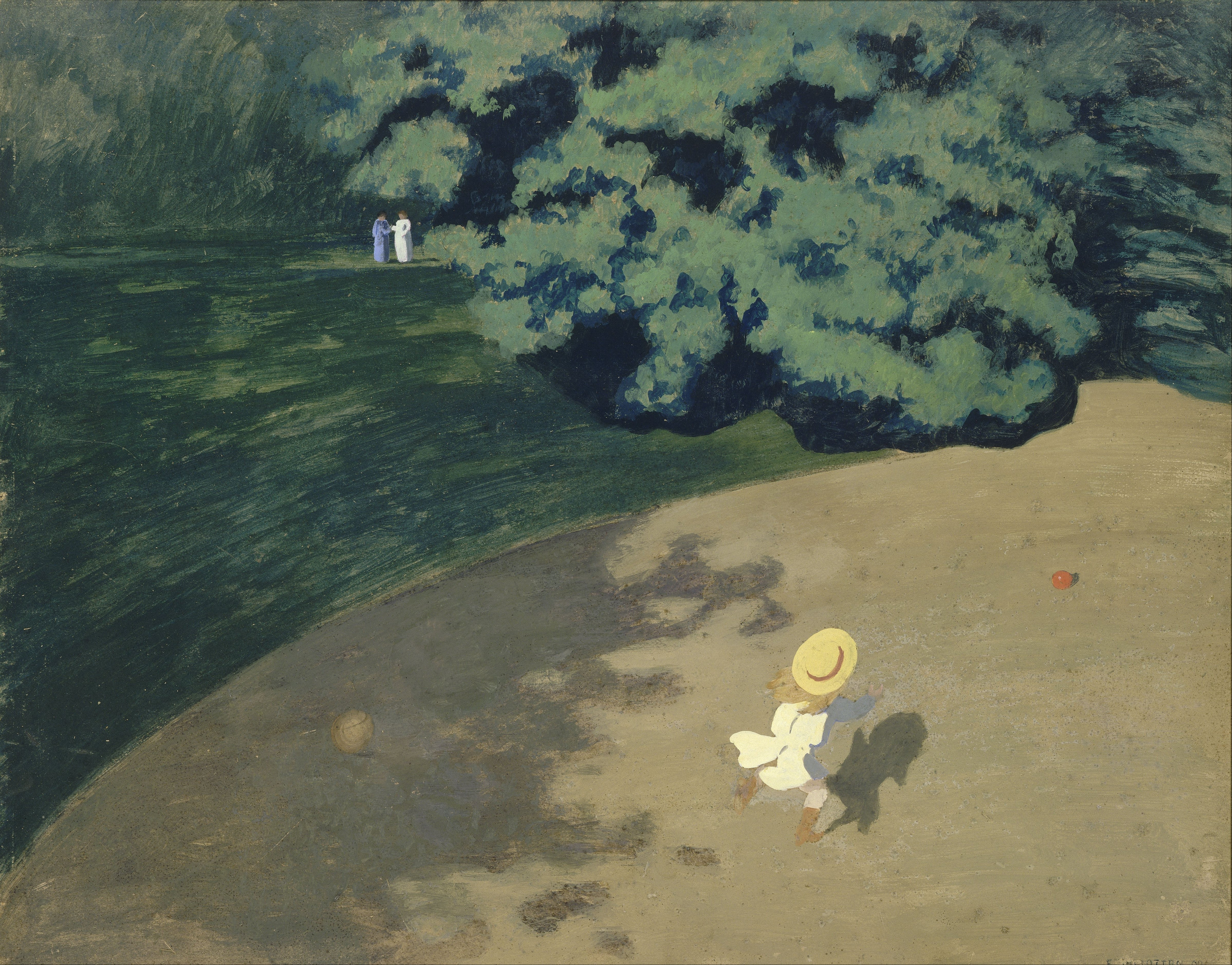
Le Ballon, tableau de Félix Vallotton qui joue un rôle dans une scène tournée au musée d'Orsay.

Le Voyage du ballon rouge est une comédie dramatique franco-taïwanaise réalisée par Hou Hsiao-hsien, sortie en 2008, et inspirée du film Le Ballon rouge (1956).

## Synopsis
Simon a 7 ans. Un mystérieux ballon rouge le suit dans Paris. Sa mère Suzanne est marionnettiste et prépare son nouveau spectacle. Totalement absorbée par sa création, elle se laisse déborder par son quotidien et décide d'engager Song Fang, une jeune étudiante en cinéma, afin de l'aider à s'occuper de Simon.

## Fiche technique
- Titre : Le Voyage du ballon rouge
- Réalisation : Hou Hsiao-hsien
- Scénario : Hou Hsiao-hsien et François Margolin
- Photographie : Mark Lee Ping-Bin
- Montage : Jean-Christophe Hym, Ching-Song Liao
- Décors : Paul Fayard
- Son : Shih Yi Chu
- Producteurs : Kristina Larsen, François Margolin
- Coproducteurs : Rémi Burah
- Sociétés de production : Margo Films, Les Films du Lendemain, 3H Productions
- Société de distribution : BAC Films (France)
- Pays de production :  France -  Taïwan
- Langue originale : français
- Format : couleur - 1,85:1 - Dolby Digital - 35 mm
- Genre : comédie dramatique
- Durée : 113 minutes
- Date de sortie : 30 janvier 2008

## Distribution

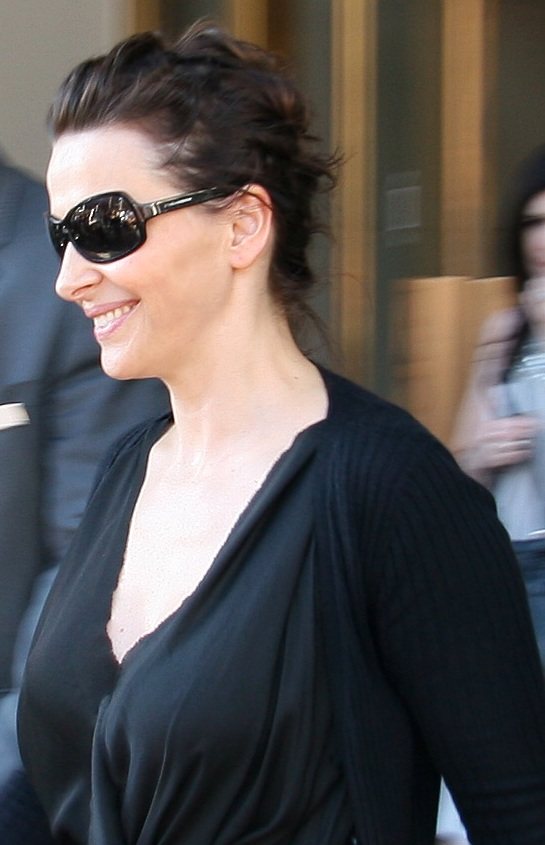
L'actrice principale Juliette Binoche pour la présentation du film au TIFF 2007.

- Juliette Binoche : Suzanne
- Simon Iteanu : Simon
- Fang Song : Song
- Hippolyte Girardot : Marc
- Louise Margolin : Louise
- Anna Sigalevitch : Anna
- Benoît Voituriez : Figurant

## Autour du film
Le film est au départ une commande du musée d'Orsay et une forme d'hommage au film d'Albert Lamorisse Le Ballon rouge, réalisé 50 ans auparavant. Une des dernières scènes  se déroule au musée d'Orsay, devant le tableau de Félix Vallotton, Le Ballon.